# Qualicum Indian Reserve
Qualicum Indian Reserve (franska: Réserve indienne Qualicum) är ett reservat i Kanada.   Det ligger i provinsen British Columbia, i den sydvästra delen av landet, 3 600 km väster om huvudstaden Ottawa.
I omgivningarna runt Qualicum Indian Reserve växer i huvudsak blandskog. Runt Qualicum Indian Reserve är det ganska glesbefolkat, med 32 invånare per kvadratkilometer.